# Білгородський повіт
Бєлгородський повіт, Білгородський повіт — адміністративно-територіальна одиниця Московського царства, Російської імперії, УНР, Української Держави, УСРР, Півдня Росії та РРФСР. Повіт входив до складу: Бєлгородської губернії (1727–1779), Курського намісництва (1779–1797), Курської губернії (1797–1918 та 1919–1928) та Харківської губернії (1918). Повітовим центром було місто Бєлгород, що в 1727 — 1797 роках також було губернським центром.

## Історія

### У складі Білгородського розряду
Білгородський повіт відомий за писарськими описами з XVII сторіччя. Входив до складу Білгородського розряду.
Обіймав величезну територію від Курська до Азова (сучасні Харківську, Луганську Донецьку й частину Ростовської областей). Був слабо заселений, 1620 року тільки 23 поселення з 874 дворами. Володимир Павлович Загоровський оцінював загальну чисельність населення в Білгородському повіті у 1620-х роках у 12-14 тисяч осіб. Північна частина Білгородського повіту, захищена укріпленнями Білгородської засічної смуги поділялася на стани. Місцеве населення несло військову службу на захисті укріплень й займалося землеробством.
Південна частина Білгородського повіту була майже незаселеною й називалася Донецька волость і поділялася на 9 юртів.На їх території займалися риболовлею, полюванням, бортництвом.
З 1625 року в районі сучасного Слов'янська добували сіль. «Промишляти» її в донецькі степи їздили «охочі» люди з Валуйок, Оскола, Єльця, Курська. Білгородські юрти припинили своє існування досить рано. Уже в 1638 році на їх території виникло місто Чугуїв, а після 1654 року сюди кинулася потужна українська колонізація. Збереглися описи Білгородського повіту: один з них 1646 року було частково надруковано, а опис з Писарської книги Білгородського повіту 1626 року описується Іваном Миклашевським.
Заселена частина Білгородського повіту розташовувалася у верхів'ях Сіверського Дінця між Муравським й Ізюмським шляхами. Повіт поділявся на 4 стани:
- Сажний стан,
- Розумницькій стан,
- Коренський стан,
- Короченський стан.

До Білгородського повіті належала також посопна палацова волость . Поява поблизу від Білгорода на Білгородській лінії міст-фортець Яблонова й Корочи змінило контури Білгородського повіту, що втратив свою східну частину. Крім села Старикова до Короченського повіту перейшли села Городище і сельце Тюрина з посопної волості, а також деякі поселення колишнього Короченського стану.

### У складіКиївської губернії
За реформами московського царя Петра I 1708 року повіти були скасовані, 1710 року замість повітів з'явилися долі, 1719 року з'явилися дистрикти, й 1727 року дистрикти були перейменовані на повіти.

### У складі Білгородської губернії
У 1727 році зі складу Київської губернії була виділена Білгородська губернія, що складається з Білгородської, Орловської і Сєвської провінцій. Провінції в свою чергу поділялися на повіти. Білгородський повіт увійшов до складу Білгородської провінції, повітовим центром стало місто Білгород, що також було губернським центром. За даними 1762—1764 років до складу Білгородського повіту входили:
- Розуменський стан,
- Саженський стан,
- Коренський стан,
- Нижньогольський стан,
- Болховецький стан.

### У складі Курського намісництва
У 1779 році Білгородська губернія була розділена між Курським, Орловським та Харківським намісництвами; Білгородський повіт, територія якого була значно скорочена, увійшов до складу Курського намісництва. Більша частина території «старого» повіту без Білгорода увійшла до складу Слобідсько-Української губернії (1780 року стала Харківським намісництвом).

### У складі Курської губернії
У 1797 році Курське намісництво було перетворено на Курську губернію. До Курської губернії були приєднані території, передані 1779 року Слобідсько-Українській (Харківській) губернії зі складу Білгородської губернії. Частина земель з містом Хотмизьк, віднесені до Білгородського повіту. Крім того, до повіту відійшла частина скасованого Богатенського повіту.
У 1802 році повіти були подрібнені, і більшість повітів, що існували до 1797 року були відновлені. Частина території Білгородського повіту була передана до складу відтвореного Хотмизького повіту (з 1838 року — Грайворонський повіт).
У 1802—1918 року кордони Білгородського повіту існували без значних змін. У 1881 році повіт поділявся на 4 стани, з 14 волостями.
I стан
- Болховецька волость: Болховець
- Томаровська волость: Томаровка, хутора Волхов, Дубінін[5], Хворостяний, Соснів, Криничний, Макогонов, Здесенко, Дундін, Кисляков, Чеканов, Козачів, Кайдаш, Неушков, Власенков, Солодовников і Рожков[6]
- Карповська волость: Карпов
- Шопінська волость: Шопіне, II стан
- Пушкарська волость,
- Безсонівська волость: Безсонівка, Весела Лопань
- Толоконська волость: Антонівка (Соловіївка), Журавлівка, Наумівка, Ольховатка, Петрівка, Толоконське (Виноградне), Черемошне

III стан
- Нікольська волость,
- Муромська волость: Муром
- Шебекинська волость: Дмитрівка, Катеринівка, Кропивне Чураево, Нова Таволжанка, Стара Товолжанка, Титовка, Устинка, Шебекина Слобода

IV стан
- Масловська волость,
- Меліховська волость: Меліхово
- Сабинінська волость: Аркадіївка, Бахаревський Хутір, Киселево, Меліхово, Нелідов Хутір, Вільховатий Хутір, Сабиніно (Сабиліно), Ушаковка
- Староміська волость: Біла Криниця, Генералівка, Гримучий Колодязь, М'ясоїдове, Розумне, Старе Городище, Чорна Поляна, Щегловка, Яструбово, Яченів Колодязь.

### У складі Української держави

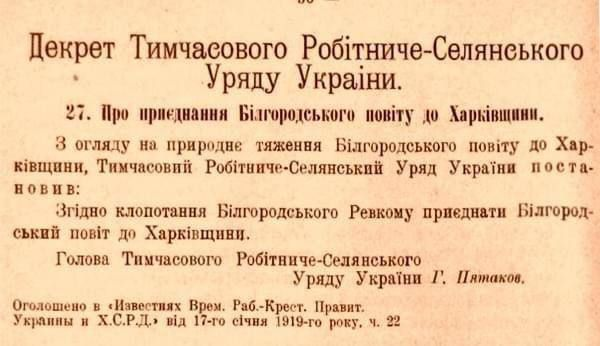
Декрет про приєднання Білгородського повіту до УСРР

У квітні 1918 року місто Білгород і територія Білгородського повіту були повністю очищені від більшовицьких загонів й ватажків німецькими військами та були частиною Харківської губернії Української держави на чолі з гетьманом Павлом Скоропадським. Після повалення влади гетьмана наприкінці 1918 року Білгородський повіт входив до складу Української Народної Республіки. Білгородський повіт окупований червоноармійськими військами РРФСР 20 грудня 1918 року. Білгород і Білгородський повіт був частиною радянської України під владою Тимчасового робітничо-селянського уряду України до 11 лютого 1919 року.

### У складі Півдня Росії
У червні 1919 року місто Білгород (22-23 червня) і вся територія Білгородського повіту були захоплені південноросійськими військами ЗСПР — Добровольчою армією Володимира Май-Маєвського, і до кінця 1919 року відносилися до Харківської області Півдня Росії, що була утворена 25 червня. У грудні 1919 року Перша кінна армія РРФСР під командуванням Семена Будьоного захопила Білгородщину та встановила радянську владу (у Білгороді — 7 грудня).

### У складі РРФСР СРСР

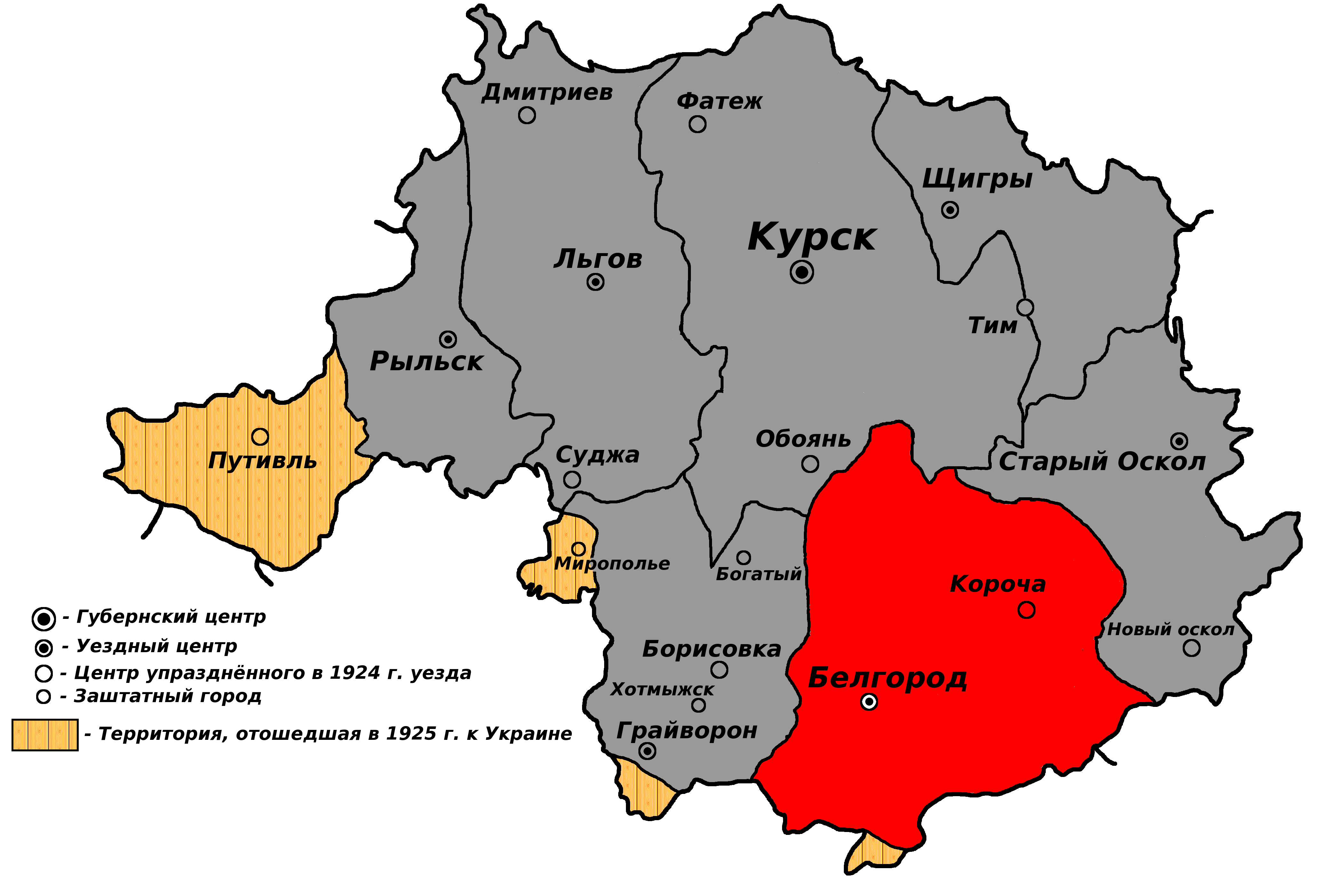
Білгородський повіт у складі Курської губернії РРФСР (1924—1928 рр.)

У період між 1919 і 1924 роками багаторазово переглядався склад і назви волостей і сільрад, що входили до повіту.
За постановою Президії ВЦВК від 12 травня 1924 року в склад Білгородського повіту було передано Корочанський, а також частини Новооскольського й Обоянського повітів.
У 1925 році невелика частина Білгородського повіту відійшла до УСРР.
У 1928 році, через перехід з губернського на обласний поділ, Білгородський повіт було скасовано. На території колишніх Білгородського й Грайвононского повітів було утворено Бєлгородський округ, поділений на 14 районів, що увійшов до складу Центральночорноземної області.
Сучасний Білгородський район веде свою історію від 1928 року.